# Largo do Boticário
O Largo do Boticário é um famoso largo localizado no bairro do Cosme Velho da cidade do Rio de Janeiro, no Brasil. O acesso se dá por um estreito beco - o Beco do Boticário - que passa sobre uma pequena ponte sobre o rio Carioca. O espaço caracteriza-se por sua exuberante vegetação de Mata Atlântica e pelos casarões em estilo neocolonial.

## História
O nome do beco e largo é derivado de Joaquim Luís da Silva Souto, boticário que tinha seu estabelecimento na antiga rua Direita, atualmente rua Primeiro de Março, no centro do Rio. O boticário, muito bem sucedido e que tinha entre seus clientes a família real, comprou terrenos na zona do Cosme Velho e mudou-se por volta de 1831 ao largo. Em 1846 ali viveu o marechal Joaquim Alberto de Souza Silveira, frequentador da corte e padrinho de nascimento de Machado de Assis.
A definitiva feição do largo começou a ser dada nos anos 1920, quando Edmundo Bittencourt, fundador do jornal Correio da Manhã comprou o terreno e começou a construir casas em estilo neocolonial. A vaga neocolonial foi continuada nas décadas de 30 e 40 pelo diplomata e colecionador de arte Rodolfo da Siqueira, que era arquiteto amador e viveu no largo entre 1928 e 1941, e por Sylvia de Arruda Botelho Bittencourt e seu marido Paulo, herdeiros do Correio da Manhã. Algumas destas casas foram reformadas com a participação dos arquitetos modernistas Lucio Costa e Gregori Warchavchik, utilizando materiais autênticos da época colonial provenientes de demolições realizadas na cidade.

## Atualidade
Na sua época áurea, passaram pelos casarões do Largo do Boticário inúmeras personalidades brasileiras e estrangeiras, atraídas pelas festas e reuniões realizadas pelos moradores ilustres. Entre 2006 e 2008, uma das casas vazias foi ocupada por um grupo de sem-teto. Após obras de revitalização que preservaram a fachada, em julho de 2022 o conjunto passou a abrigar um hotel Jo&Joe do grupo francês Accor.
O Largo do Boticário é um dos poucos lugares onde se pode ver o rio Carioca correr a céu aberto. Próximo ao largo podem ser encontrados ainda outros marcos históricos do Cosme Velho: o Solar dos Abacaxis e a Estação de Ferro do Corcovado.
Na década de 1970, o largo foi um dos cenários do filme 007 contra o foguete da morte.